# هيلينا كريستينسن
هيلينا كريستيانسين (بالدنماركية: Helena Christensen)‏ وهي عارضة أزياء ومصورة فوتوغرافية دنماركية ولدت في يوم 25 ديسمبر 1968 في مدينة كوبنهاغن عاصمة الدنمارك عملت مع فيكتوريا سيكريت وهي أيضا مصممة في مجلة، هيلينا هي من أب دنماركي وأم بيروفية وهي الفائزة بمسابقة ملكة جمال الكون لسنة 1986.

## روابط خارجية
- هيلينا كريستينسن على موقع IMDb (الإنجليزية)
- هيلينا كريستينسن على موقع ألو سيني (الفرنسية)
- هيلينا كريستينسن على موقع ميوزك برينز (الإنجليزية)
- هيلينا كريستينسن على موقع أول موفي (الإنجليزية)
- هيلينا كريستينسن على موقع قاعدة بيانات الأفلام السويدية (السويدية)
- هيلينا كريستينسن على موقع إن إن دي بي (الإنجليزية)
- هيلينا كريستينسن على موقع قاعدة بيانات الفيلم (الإنجليزية)
- هيلينا كريستينسن على موقع كينوبويسك (الروسية)
- هيلينا كريستينسن على موقع دليل عارضات الأزياء (الإنجليزية)